# Кам'яниця Пелчинська
Кам'яниця Пелчинська — житловий будинок на Площі Ринок, 19 у Львові, пам'ятка архітектури.

## Історія
Був збудований у XVIII ст., у XIX ст. перебудований.

## Архітектура
Будинок цегляний, тинькований, чотириповерховий, витягнутий вглиб ділянки. Увінчаний аттиком фасад прикрашають віконні обрамлення і балкон на консолях, декорованих масками.